# Романій-де-Жос
Романій-де-Жос (рум. Romanii de Jos) — село у повіті Вилча в Румунії. Адміністративно підпорядковане місту Хорезу.
Село розташоване на відстані 183 км на північний захід від Бухареста, 29 км на захід від Римніку-Вилчі, 94 км на північ від Крайови, 136 км на південний захід від Брашова.

## Населення
За даними перепису населення 2002 року у селі проживали 756 осіб, усі — румуни. Усі жителі села рідною мовою назвали румунську.